# Luiz Antônio Guedes
Luiz Antônio Guedes (* 25. November 1945 in Mogi Mirim, Brasilien) ist ein brasilianischer Geistlicher und emeritierter römisch-katholischer Bischof von Campo Limpo.

## Leben
Luiz Antônio Guedes empfing am 20. Mai 1972 die Priesterweihe.
Papst Johannes Paul II. ernannte ihn am 29. Januar 1997 zum Weihbischof in Campinas und zum Titularbischof von Maturba. Der Erzbischof von Campinas, Gilberto Pereira Lopes, spendete ihm am 9. März desselben Jahres die Bischofsweihe; Mitkonsekratoren waren Ercílio Turco, Bischof von Limeira, und Antônio Alberto Guimarães Rezende CSS, Bischof von Caetité. Als Wahlspruch wählte er SCIO CUI CREDIDI.
Am 24. Oktober 2001 wurde er zum Bischof von Bauru ernannt. Papst Benedikt XVI. ernannte ihn am 30. Juli 2008 zum Bischof von Campo Limpo.
Papst Franziskus nahm am 14. September 2022 das von Luiz Antônio Guedes aus Altersgründen vorgebrachte Rücktrittsgesuch an.